# TO LOVE (丹下桜の曲)
「TO LOVE」（トゥ ラブ）は、丹下桜の10作目のシングルである。1999年9月22日にKONAMIより発売された。

## 概要
- 前作「Bright shine on Time」に引き続き作詞・作曲・サウンドプロデュースに岡田実音を迎えたシングル。アルバム『Neo-Generation』には「TO LOVE」のみ収録されている。またベストアルバム『SAKURA』には「TO LOVE」がベストリミックスとして収録されており、またカップリングの「Tears」はアルバムには収録されていないので、今作でしか聴く事が出来ない。
- カップリングの「Tears」のカラオケバージョンは収録されていない。
- 初回限定盤は、ポケットカード封入。
- 今作までのシングルは8cm CDだが、次作は12cm CDで発売される。

## 収録曲
1. TO LOVE [5:26]
作詞・作曲：岡田実音、編曲：岡田実音・高島智明
TOKYO FMラジオ「氷上・丹下のトラチョコ・チャット」1999年9月〜2000年1月オープニングテーマ
2. Tears [6:20]
作詞・作曲：岡田実音、編曲：岡田実音・高島智明
3. TO LOVE（Original Karaoke） [5:27]